# Адян, Сергей Иванович
Серге́й Ива́нович Адя́н (арм. Սերգեյ Հովհաննեսի Ադյան; 1 января 1931, Кушчинский, Дашкесанский район — 5 мая 2020, Москва) — советский и российский математик, создатель научной школы в области алгоритмических вопросов алгебры и логики, академик РАН (2000).

## Биография
Поступил на учёбу в Ереванский русский педагогический институт им. В. Я. Брюсова. После первого курса вместе с группой лучших студентов Еревана его направили для продолжения учёбы в Московский государственный педагогический институт им. В. И. Ленина (перевод осуществлялся в вуз того же профиля, поэтому в переводе в МГУ ему отказали). По окончании МГПИ (1952) работал там же.
В 1956 году перешёл в Математический институт им. В. А. Стеклова, где заведовал отделом математической логики (с 1973). С 1965 года преподавал на кафедре логики механико-математического факультета МГУ.
В 1955 году установил алгоритмическую нераспознаваемость почти всех нетривиальных свойств группы по её заданию конечным числом определяющих соотношений (в 1958 году результат независимо получен Михаэлем Рабином, и стал известен как теорема Адяна — Рабина). В 1968 году совместно с Петром Новиковым дал отрицательное решение задачи Бернсайда с ограниченной экспонентой для всех нечётных экспонент больше 4381.
С 7 декабря 1991 года — член-корреспондент РАН (секция математики, механики, информатики). С 25 мая 2000 года — академик РАН.
Был членом редколлегии журналов «Известия АН СССР. Серия математическая» (1973—1990), «Математические заметки» (1967—2020); «Успехи математических наук» (1967—2020). Являлся Почетным редактором журнала «International Journal on Algebra and Computation», а также Председателем Комиссии РАН по вопросам преподавания математики в средней школе.
Похоронен на Троекуровском кладбище.

## Основные работы
- Неразрешимость некоторых алгебраических проблем теории групп // Труды Московского математического общества. — 1957. — Т. 6;
- Определяющие соотношения и алгоритмические проблемы для групп и полугрупп // Труды Математического института АН СССР. — 1966. — Т. 85;
- Проблема Бернсайда и тождества в группах. — М., 1975;
- О группах, все собственные подгруппы которых конечные циклические // Известия АН СССР. Сер. математическая. — 1991. — Т. 55. — № 5.

## Награды
- Премия имени П. Л. Чебышёва АН СССР (1963)
- Государственная премия Российской Федерации (1999)
- Орден Почёта (16 декабря 2011) - за большие заслуги в развитии отечественной науки и многолетнюю плодотворную деятельность[5]
- Премия фонда «Династия» «Жизнь, посвящённая математике» (2014)[6]